# コトウカンアオイ
コトウカンアオイ（学名: Asarum majale）は、ウマノスズクサ科カンアオイ属の常緑の多年草。2006年新種記載の種。

## 特徴
地下の根茎は短く這い、その先端から毎年1枚の葉を出す。葉柄は長さ5-13cmになり、濃紫色で無毛。葉身は円形または広卵形で、長さ4-7cm、幅4-6cmになり、先端は鈍頭かいくらかとがり、基部は心形になる。葉の表面は光沢がなく、濃緑色から緑色、短毛が散生し、雲紋状の斑が入ることがあり、裏面は無毛。
花期は他のカンアオイ類と異なり5月中旬から下旬に開花する。花に花弁は無く、萼裂片が花弁状になる。花柄は長さ5-10mm、葉腋に単生する。萼筒は緑色を帯びた紫色、または淡褐色、鐘形で、長さ7.5-11mm、径9-13mmになり、喉部の口環の発達が弱く、萼口が広くなる。萼筒内壁には縦横に隆起した襞があって複雑な網目状になり、縦襞は15-21列、横襞は3-5列ある。萼裂片は卵状三角状で、長さ7-10mm、斜め方向に開き、先端はわずかに鋭形となる。萼裂片の表面は比較的滑らかで、裏面は無毛。雄蕊は12個あり、6個が2輪に配列し、葯は長さ2.5-3.5mmになり、外側を向いて縦に2-3mm開裂し、花糸は短く長さ0.5mm未満。花柱は6個が独立して直立し、先端が角条の突起となり、長さ1.2-2.2mmになり、萼口近くまで達するが萼筒を突出することはない。柱頭は楕円形で外側を向く。

## 分布と生育環境
日本固有種。近畿地方の滋賀県、三重県の鈴鹿山脈にある藤原岳、福王山、日本コバの山麓に分布し、低山地の広葉樹林内に生育する。

## 名前の由来
和名コトウカンアオイは、植物学者の菅原敬 (2006) による命名。本種の分布域は、滋賀県琵琶湖の湖東地区である東近江市を含む。
種小名（種形容語） majale は、「5月に咲く」「5月の」の意味。

## 種の保全状況評価
絶滅危惧IB類 (EN)（環境省レッドリスト）

（2020年、環境省）

滋賀県（2020年）、分布上重要種(BI) 

## 分類
葉形はヒメカンアオイ Asarum takaoi var. takaoi に似るが、同種の花期は2-3月であり、本種の花期は5月と開花期が異なる。
また、分布地が三重県鈴鹿山脈の野登山であり、本種の分布地に近いスエヒロアオイ A. dilatatum とは、同種の花期は10-11月である違いのほか、同種の萼筒は上方に広がる短い筒形で、本種の萼筒は鐘形になり、萼筒の長さ、径、萼裂片の長さともに本種の方が大きい。

## ギャラリー

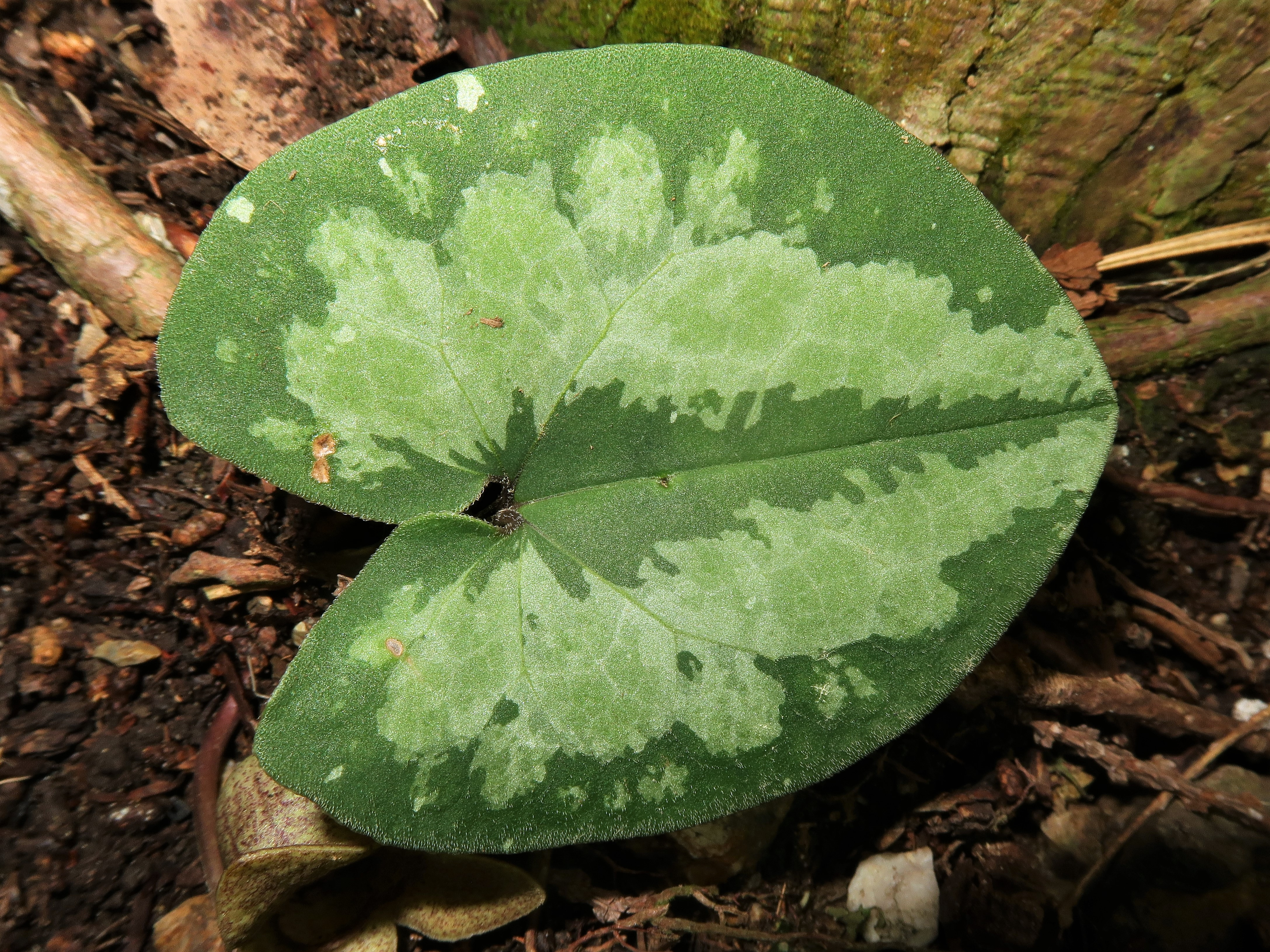
葉は広卵形で、先端は鈍頭かいくらかとがり、基部は心形になる。葉の表面は光沢がなく、濃緑色から緑色、短毛が散生し、雲紋状の斑が入ることがある。
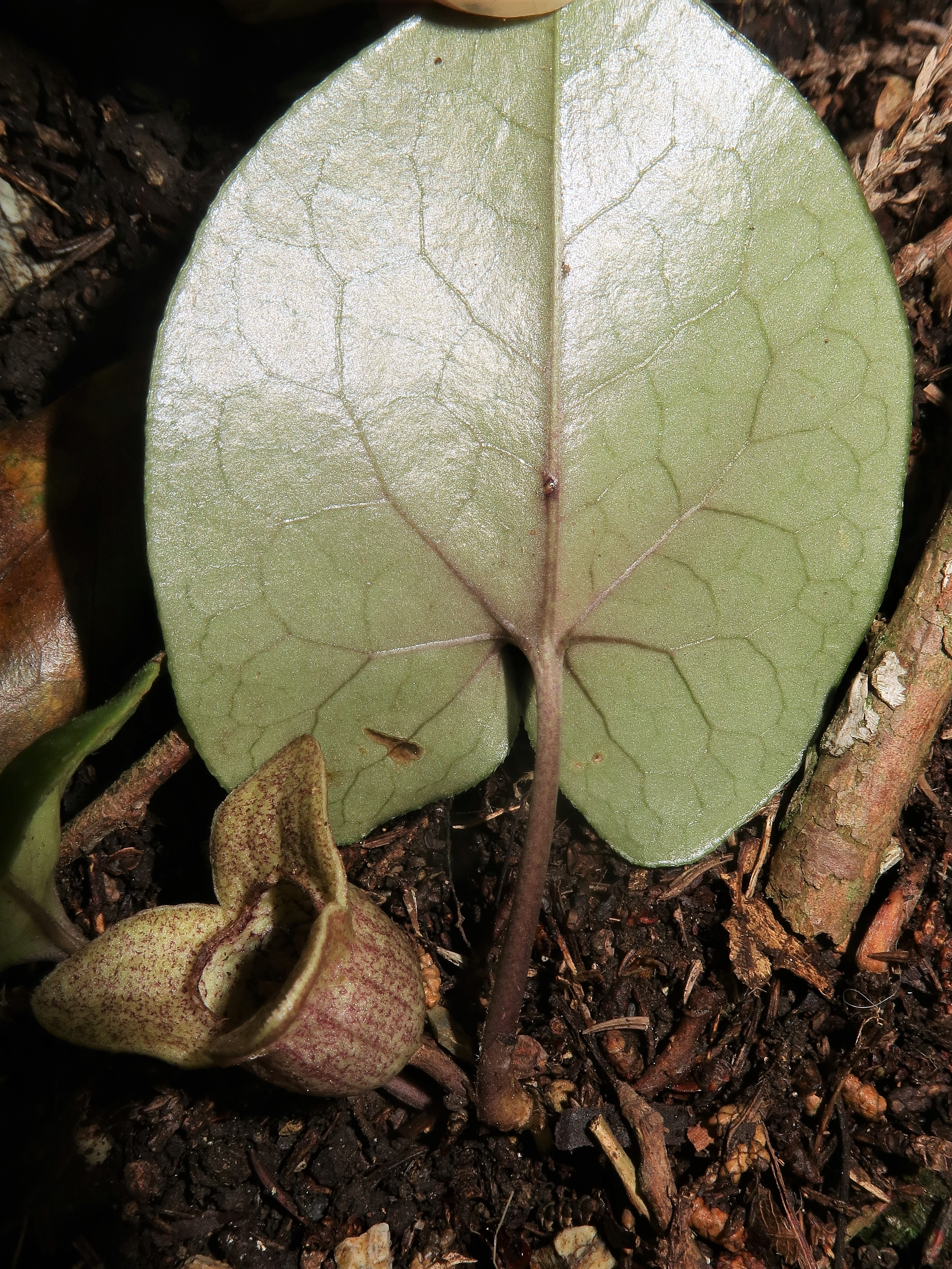
葉の裏面は無毛。
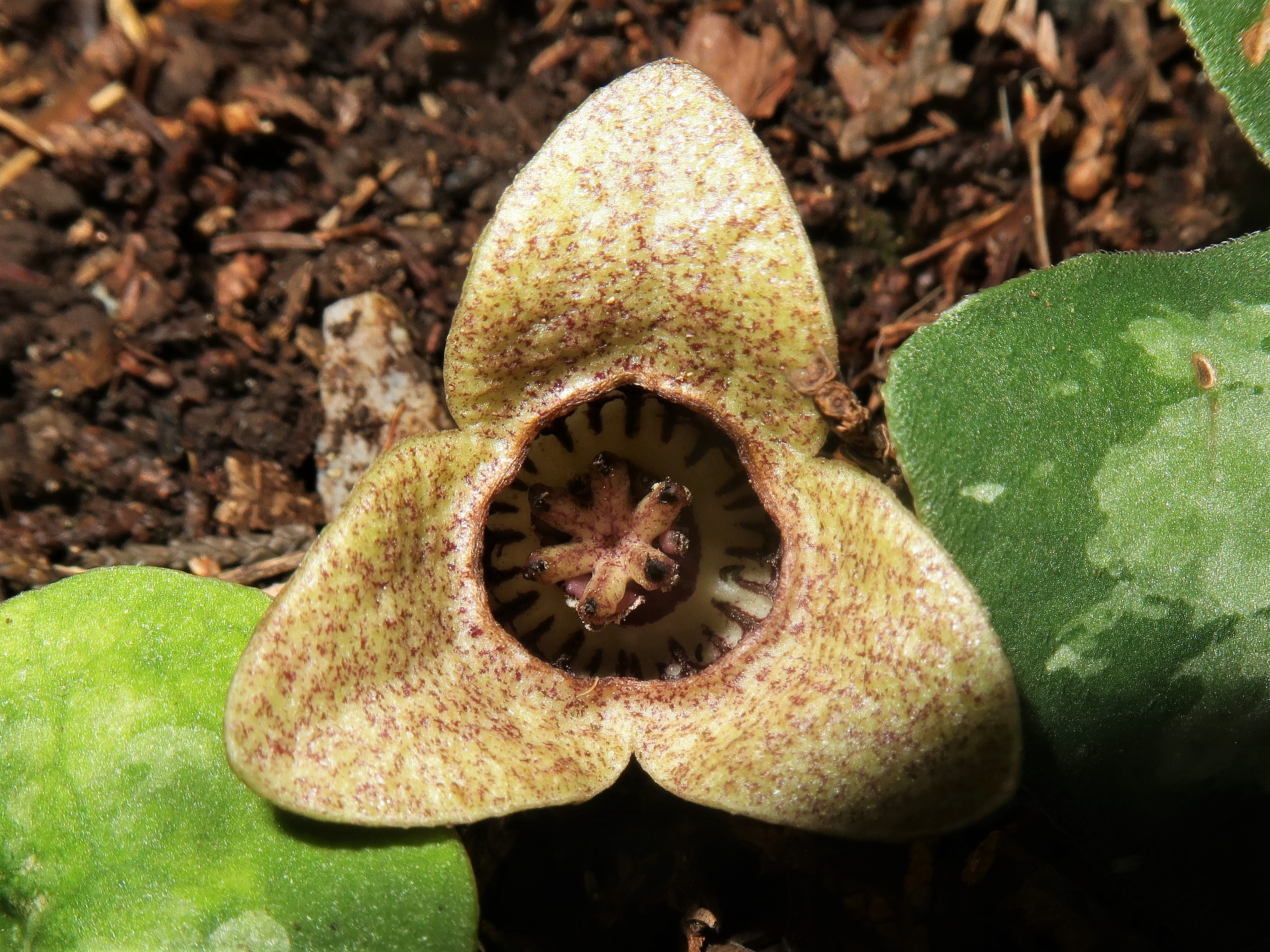
萼筒は緑色を帯びた紫色、または淡褐色、喉部の口環の発達が弱く、萼口が広くなる。
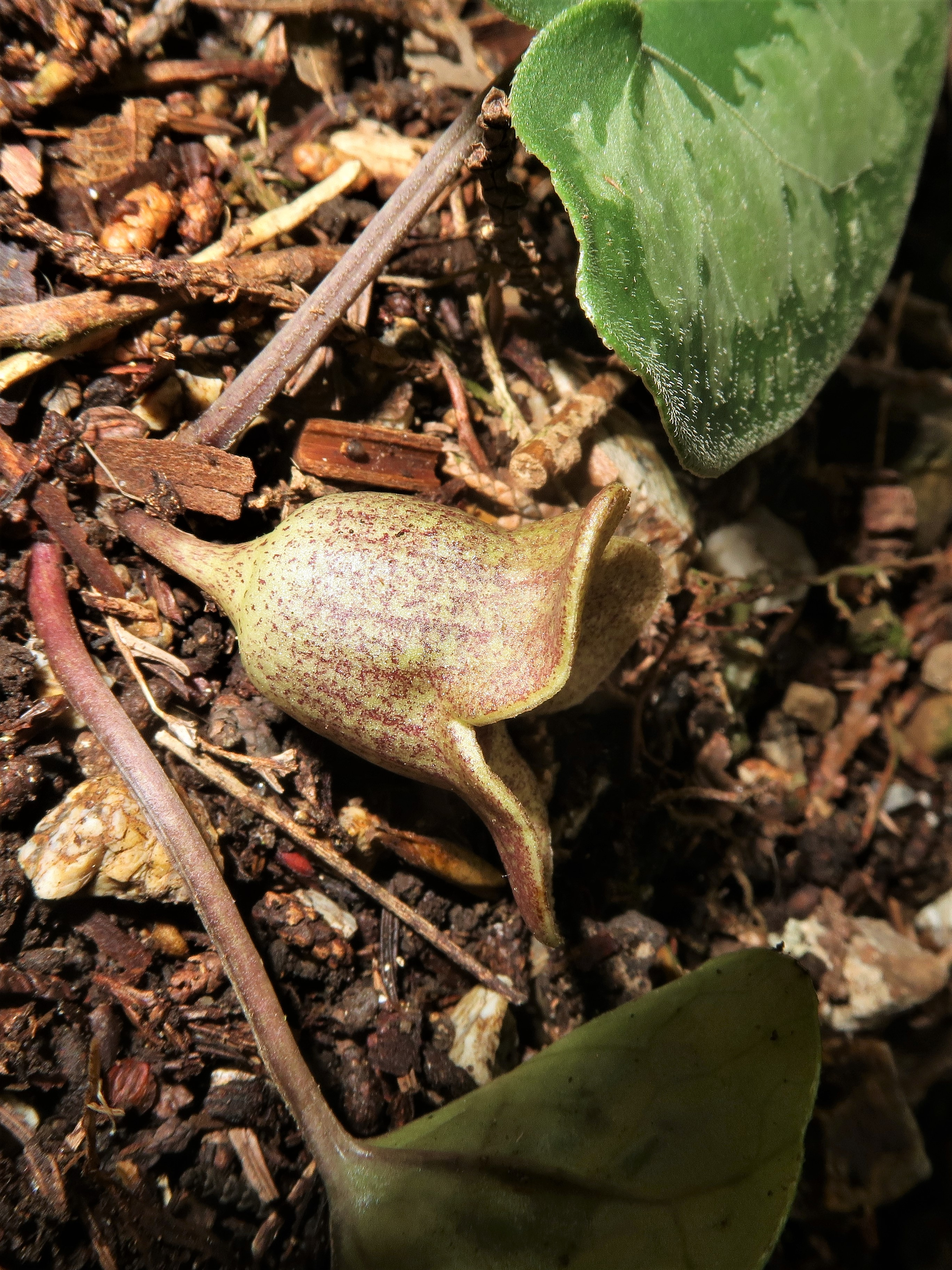
萼筒は鐘型。葉柄は紫色で無毛。
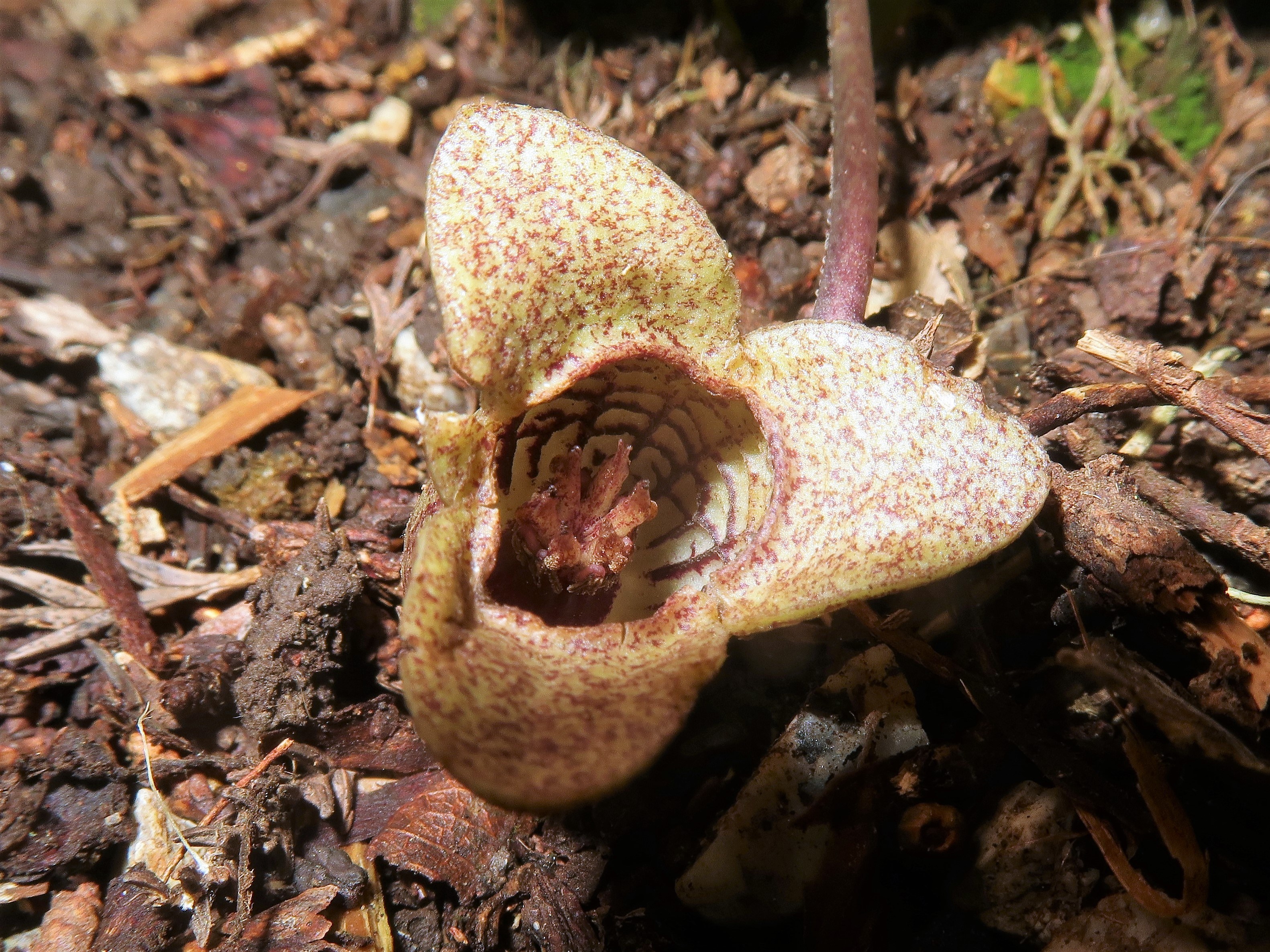
萼裂片は卵状三角状で、斜め方向に開き、先端はわずかに鋭形となる。萼裂片の表面は比較的滑ら。萼筒内壁には縦横に隆起した襞があって複雑な網目状になる。
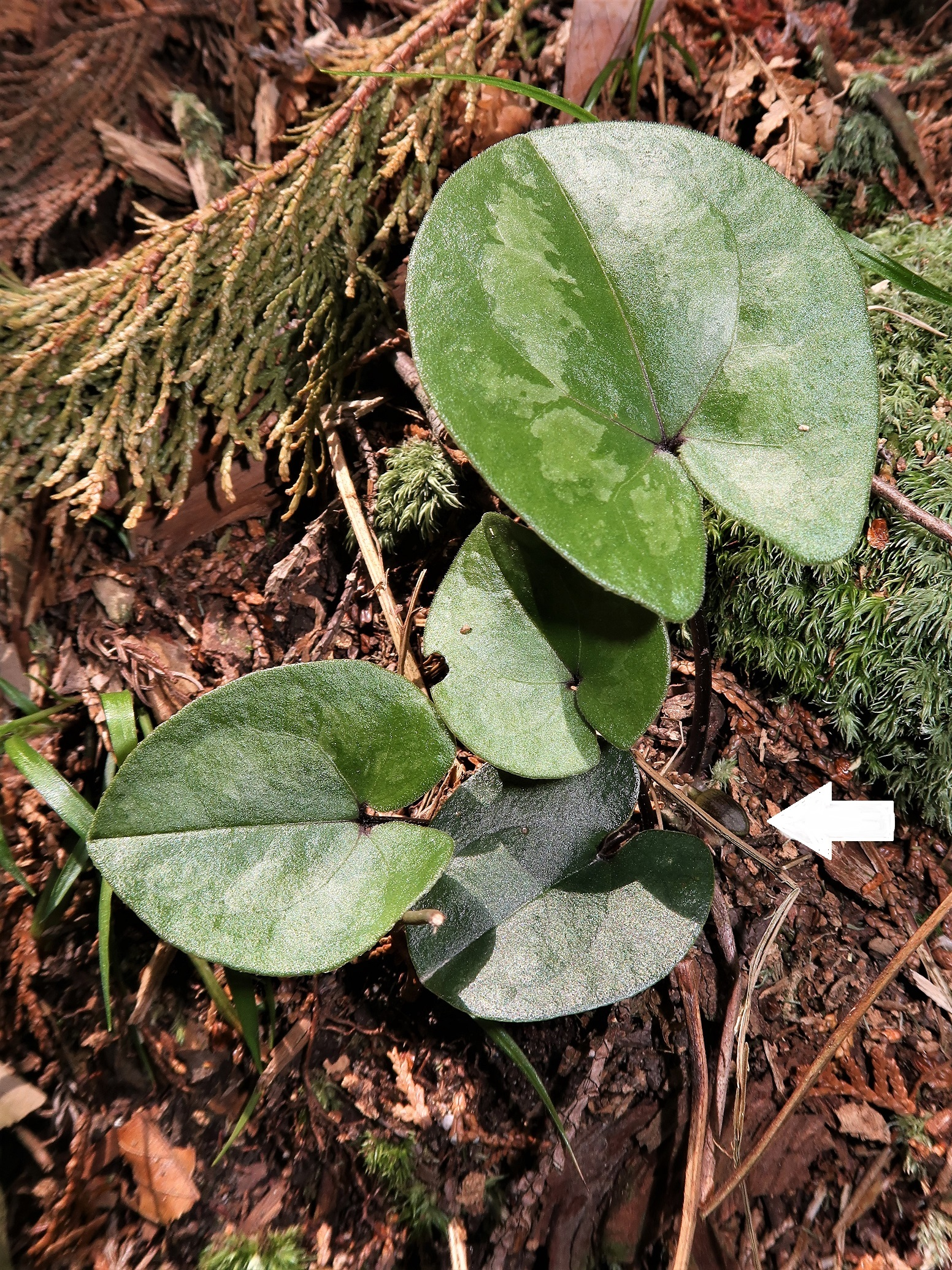
4月中旬、花はまだ蕾（⇐矢印）。藤原岳中腹。